# Акин, Луис
Луи́с Ферна́ндо Аки́н Ло́пес (исп. Luis Fernando Haquin López; родился 15 ноября 1997 года, Санта-Крус-де-ла-Сьерра) — боливийский футболист, защитник клуба «Депортиво Кали», выступающий на правах аренды за «Понте-Прета», и сборной Боливии.

## Клубная карьера
Акин начал профессиональную карьеру в клубе «Ориенте Петролеро». 11 декабря 2016 года в матче против «Университарио» он дебютировал в чемпионате Боливии. 6 ноября 2017 года в поединке против «Блуминга» Луис забил свой первый гол за «Ориенте Петролеро». В начале 2019 года Акин перешёл в мексиканскую «Пуэблу». 16 февраля в матче против «Пачуки» он дебютировал в мексиканской Примере. 

## Международная карьера
В 2017 года Акин в составе молодёжной сборной Боливии принял участие в молодёжном чемпионате Южной Америки в Эквадоре. На турнире он сыграл в матчах против команд Перу, Аргентины, Венесуэлы и Уругвая.
8 июня 2017 года в товарищеском матче против сборной Никарагуа Луис дебютировал за сборную Боливии. 13 октября 2018 года в поединке против сборной Мьянма он забил свой первый гол за национальную команду.
В 2019 году Акин попал в заявку на участие в Кубке Америки в Бразилии. На турнире он сыграл в матчах против сборных Бразилии, Венесуэлы и Перу.

### Голы за сборную Боливии
| #   | Дата            | Место                 | Противник | Счёт | Результат | Соревнование      |
| --- | --------------- | --------------------- | --------- | ---- | --------- | ----------------- |
| 01. | 13 октября 2018 | Тувунн, Янгон, Мьянма | Мьянмы    | 0:1  | 0:3       | Товарищеский матч |